# Romania al Festival de la Cançó d'Eurovisió Júnior
Romania va ser un dels països fundadors que va debutar al Festival de la Cançó d'Eurovisió Júnior en el 2003.
Els primers representants del país al certamen van ser Bubu, que va interpretar la cançó "Tobele Sunt Viaţa Mea" al Festival de la Cançó d'Eurovisió Júnior de 2003, amb el qual van aconseguir el 10è lloc. El millor resultat de Romania va ser el 2004, el segon any de la seva participació, amb la cançó "Îţi Mulţumesc", interpretada per Noni Razvan Ene, que va guanyar el quart lloc.
Romania va ser el país amfitrió de Festival de la Cançó d'Eurovisió Júnior 2006. La competició es va celebrar a Bucarest.
Després de negar-se a participar el 2010, el país no va tornar a Junior Eurovisió.

## Participació
Llegenda
| Any                                   | Seu         | Artista            | Cançó                   | Lloc | Punts |
| ------------------------------------- | ----------- | ------------------ | ----------------------- | ---- | ----- |
| 2003                                  | Copenhaguen | Bubu               | «Tobele sunt viaţa mea» | 10   | 35    |
| 2004                                  | Lillehammer | Noni Răzvan Ene    | «Iţi mulţumesc»         | 4    | 123   |
| 2005                                  | Hasselt     | Alina Eremia       | «Ţurai»                 | 5    | 89    |
| 2006                                  | Bucarest    | New Star Music     | «Povestea mea»          | 6    | 80    |
| 2007                                  | Rotterdam   | 4Kids              | «Sha-la-la»             | 10   | 54    |
| 2008                                  | Limassol    | Mădălina & Andrada | «Salvaţi planeta!»      | 9    | 59    |
| 2009                                  | Kíev        | Ioana Bianca Anuţa | «Ai puterea în mâna ta» | 13   | 19    |
| No hi va participar entre 2010 i 2024 |             |                    |                         |      |       |

## Festivals organitzats a Romania
| Edició                                       | Ciutat seu | Localització     | Presentantdors              |
| -------------------------------------------- | ---------- | ---------------- | --------------------------- |
| Festival de la Cançó d'Eurovisió Junior 2006 | Bucarest   | Sala Polivalentă | Iovana Ivan i Andreea Marin |